# ラケル・ジマーマン
ラケル・ジマーマン（Raquel Zimmermann、1983年5月6日 - ）は、ブラジルのファッションモデル。

## 経歴
14歳の時にポルト・アレグレでスカウトされ、日本とパリで活動。スティーヴン・マイゼル撮影のイタリア版『ヴォーグ誌』2000年9月号の表紙で注目を集めた。その後、本格的な活動が始まった。彼女の学校の友人は彼女がモデル活動を続ける様に説得した。ジマーマンはモデル活動後の人生設計について、創造的な何かをしたいと語っている。
シャネル、プラダ、バレンシアガ、エルメス、グッチ、ディオール、クロエ、マックスマーラ、ヴェルサーチ、ルイ・ヴィトン、フェンディ、ジョルジオ・アルマーニ、ドルチェ&ガッバーナ、エスカーダ、H&M、ヴァレンティノ・ガラヴァーニのキャンペーンモデルをつとめた。2002年、2005年、2006年とヴィクトリアズ・シークレットのショーに出演。
ジマーマンはこれまでに、ブラジル・アメリカ・イタリア・フランス・日本・中国・ギリシャ・ドイツ・ロシア版のそれぞれの『ヴォーグ』、『ハーパーズ バザー』『ELLE』『ヌメロ』『ロフィシェル』『Marie claire』『i-D』『V』『フランス』などの表紙を飾っている。
2007年5月、アメリカ版『ヴォーグ』の記事で「新しいスーパーモデル」として、ドウツェン・クロース、キャロライン・トレンティーニ、ヒラリー・ローダ、サーシャ・ピヴォヴァロヴァ、アギネス・ディーン、ココ・ロシャ、ジェシカ・スタム、シャネル・イマン、リリー・ドナルドソンと並び紹介された。フランス版『ヴォーグ』が発表した「2000年代のトップモデル30」に選出された。
2011年、レディー・ガガのシングル「ボーン・ディス・ウェイ」のミュージック・ビデオに助産師役で出演。

## 私生活
カメラマンのルイ・サンチェス・ブランコと結婚し、現在ニューヨークで暮らしている。